# مستوى إكليلي

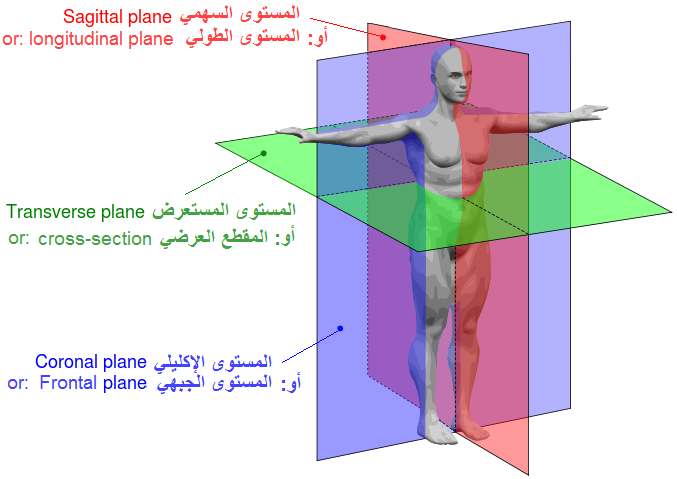
المستوى الإكليلي باللون الأزرق

المستوى الإكليلي (بالإنجليزية: Coronal Plane)‏ هو أحد مستويات الجسم الذي يستخدم في وصف موقع أجزاء الجسم وعلاقب بعضها ببعض ، وهو مستوى عمودي يقسم الجسم إلى جزأين أمامي أو بطني (Anterior) و خلفي أو ظهري (Posterior) ، ويكون إسقاطه عامودياً على المستوى السهمي .

## معرض صور

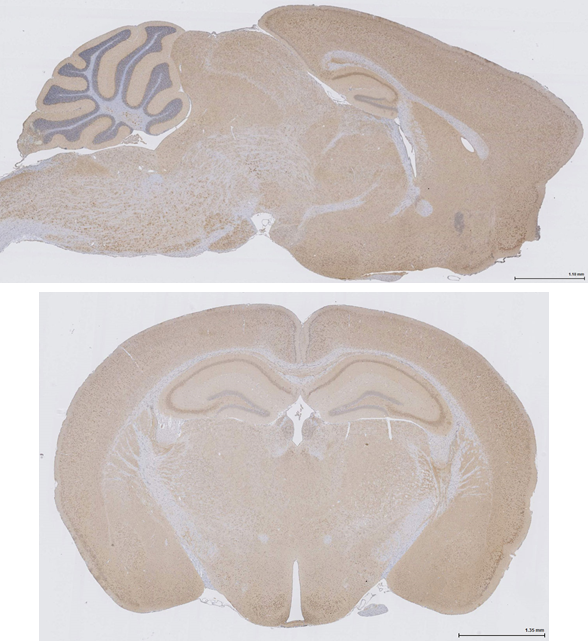
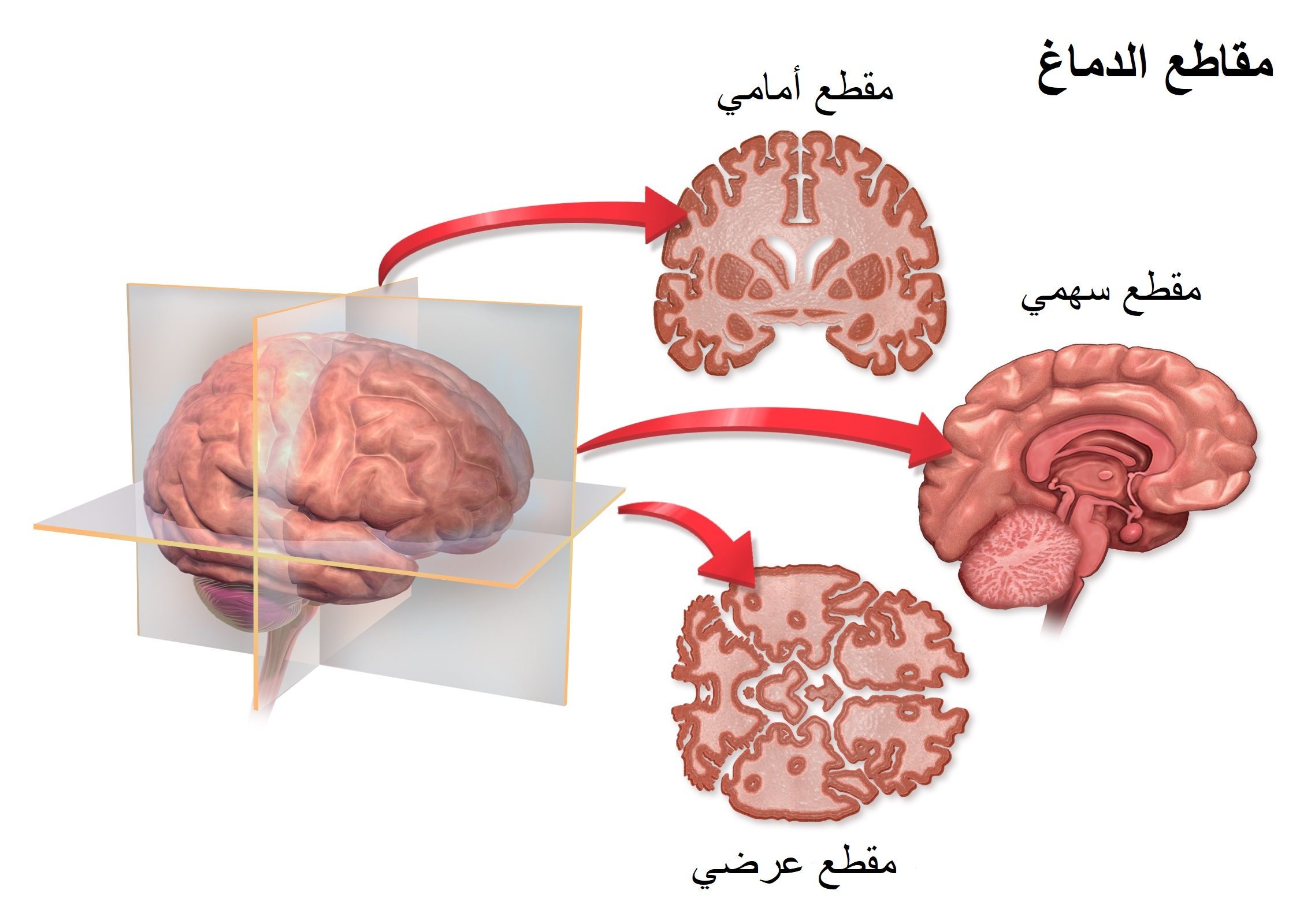
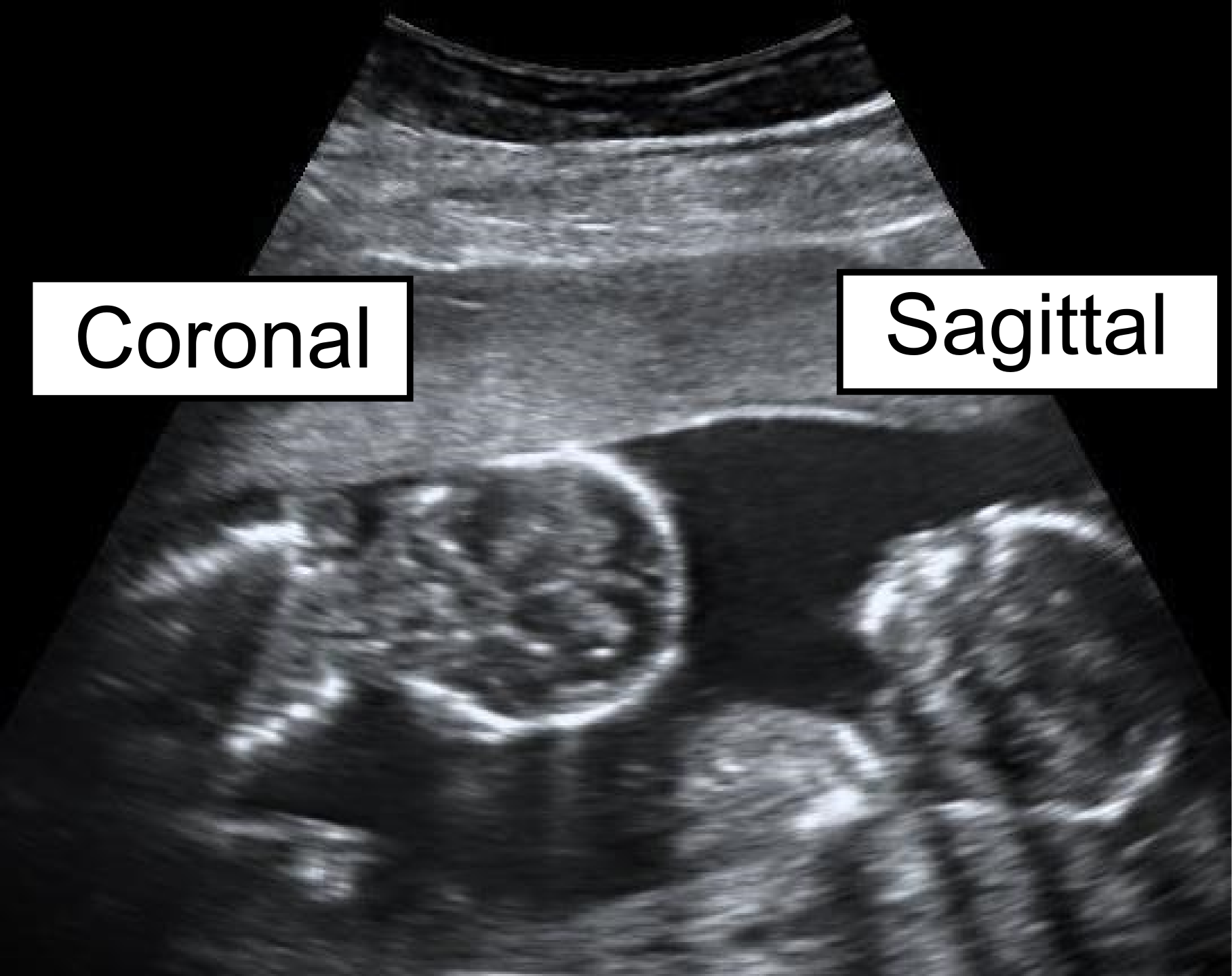